# Superman (serie animata 1996)
Superman (Superman: The Animated Series), nota in Italia anche come Le avventure di Superman, è una serie televisiva animata statunitense basata sul personaggio Superman ideato da Joe Shuster e Jerry Siegel per la DC Comics. Realizzata dalla Warner Bros. Television, è andata in onda su Kids' WB dal 6 settembre 1996 al 12 febbraio 2000. In Italia le prime due stagioni della serie sono andate in onda su Rete 4 nel 1998 all'interno del contenitore Game Boat, mentre la terza è stata trasmessa su Italia 1 nell'estate del 2009.
Si tratta della seconda serie animata del DC Animated Universe dopo la nota serie Batman che, come quest'ultima, è stata lodata per la complessità delle sue tematiche, la maturità e la modernizzazione del protagonista. Verso la metà della serie, viene trasmessa Batman - Cavaliere della notte con il quale andrà in onda in uno show unico noto come Batman/Superman Adventures.
Dalla serie sono stati tratti due lungometraggi: Superman - L'ultimo figlio di Kripton (Superman: The Last Son of Krypton, 1996), unione dei primi tre episodi della serie, e Batman e Superman - I due supereroi (The Batman/Superman Movie, 1998), unione dei tre episodi I migliori del mondo della seconda stagione.

## Trama
Il tranquillo e tecnologicamente avanzato pianeta Krypton è squassato da strani terremoti. Lo scienziato Jor-El indaga sul fatto, fin quando non scopre la verità: il suo amato pianeta sta per morire. Inutili risultano i suoi tentativi di convincere il Consiglio Planetario ad evacuare tutti gli abitanti nella Zona Fantasma, perché Brainiac, l'intelligenza artificiale kryptoniana, ritiene le sue analisi scorrette, mentre in realtà viene fuori che Brainiac sa benissimo che Jor-El ha ragione ma mente spudoratamente al Consiglio per evitare di essere sacrificato per avere un piano d'evacuazione d'emergenza e salva le sue nozioni su un lontano satellite. Con un ultimo disperato sforzo Jor-El e sua moglie Lara riescono a fare scappare su un razzo il loro piccolo figlio Kal-El, poco prima che si scateni l'apocalisse. In questo modo, il bambino si salva diventando l'ultimo kriptoniano in vita.
La navetta contenente il bambino atterra sulla Terra, in Smallville, Kansas, dove Kal-El viene trovato da due coniugi senza eredi, Martha e Jonathan Kent, che lo adottano e lo crescono come se fosse loro. Il piccolo, ribattezzato Clark, fin da subito comincia a sviluppare superpoteri inaspettati, come la capacità di volare, la supervelocità, la vista calorifica e a raggi-x e molti altri. Quando diventa adulto e scopre dai suoi genitori adottivi e biologici (quest'ultimi tramite un ologramma cerebrale) delle sue origini, si sposta nella grande città di Metropolis, dove diventa il supereroe noto come Superman, nascondendo la sua identità lavorando come giornalista presso il Daily Planet. Qui conosce l'intrepida giornalista Lois Lane, di cui s'innamora, e il giovane fotografo Jimmy Olsen.
A minacciare la tranquilla vita di Metropolis sono diversi scagnozzi creati (o assoldati) dal grande magnate Lex Luthor, intenzionato a dominare il mondo, sebbene prima debba sbarazzarsi di Superman, sfruttando spesso il suo punto debole: una roccia spaziale del suo sistema solare natale che inibiva i suoi poteri, la kryptonite. Tra i nemici dell'Uomo d'Acciaio figurano Metallo, un mercenario divenuto un androide potenziato dalla kryptonite; il Giocattolaio, un uomo fissato con i giocattoli da lui stesso potenziati in armi; l'omino combina guai della quinta dimensione, Mister Mxyzptlk; Parassita, un uomo che, dopo il contatto con dei fattori chimici, può assorbire poteri e conoscenza dalle persone che tocca; Livewire, una radiofonica il cui odio per Superman l’ha portata a diventare padrona dell'elettricità; il Mago del Tempo, in grado di cambiare a piacimento le condizioni meteorologiche; Jax-Ur e Mala, due criminali kryptoniani fuggiti dalla Zona Fantasma; Brainiac, che ha passato il tempo a distruggere pianeta dopo pianeta dopo averne assorbito le informazioni e infine Darkseid, oscuro e malvagio signore del pianeta di Apokolips, che desidera dominare l'intero universo, riuscendo pure a sottomettere Superman una volta e, costringendolo a invadere la Terra, distruggendo tutta la reputazione che si era costruito in quegli anni.
Ma Superman non è da solo: ad aiutarlo ci sono la sua cugina adottiva Kara Zor-El, anch'essa unica sopravvissuta del pianeta gemello di Krypton, Argon, che aiuterà Superman sotto le vesti di Supergirl; Acciaio, avversario di Metallo; Lana Lang, l'amica d'infanzia di Clark (consapevole della sua identità); Lobo, rozzo cacciatore di taglie galattico che assieme a Superman fu catturato da un collezionista di specie in via di estinzioni; Batman, il Cavaliere Nero di Gotham, e Flash, il superveloce paladino di Central City.

## Episodi
| Stagione         | Episodi | Prima TV USA | Prima TV Italia |
| ---------------- | ------- | ------------ | --------------- |
| Prima stagione   | 13      | 1996-1997    | 1998            |
| Seconda stagione | 28      | 1997-1998    | 1998-1999       |
| Terza stagione   | 13      | 1998-2000    | 2009            |

## Personaggi e doppiatori

### Personaggi principali
- Clark Kent / Superman (stagioni 1-3), voce originale di Jesse Batten (bambino), Jason Marsden (ragazzo) e Tim Daly (adulto), italiana di Angelo Maggi (ep. 1×2-2×28) e Riccardo Niseem Onorato (st. 3). È un kryptoniano dotato di poteri sovrumani, difensore di Metropolis e della Terra.
- Lois Lane (stagioni 1-3), voce originale di Dana Delany, italiana di Roberta Greganti (st. 1-2) e Maura Cenciarelli (st. 3).
È un'intraprendente reporter, giornalista del Daily Planet, nonché interesse amoroso di Clark Kent.
- Lex Luthor (stagioni 1-3), voce originale di Clancy Brown, italiana di Ennio Coltorti.
Principale antagonista della serie e nemesi di Superman, è un ricco e sofisticato uomo d'affari CEO della LexCorp.
- Jimmy Olsen (stagioni 1-3), voce originale di David Kaufman, italiana di Massimiliano Alto (st. 1-2) e Daniele Raffaeli (st. 3).
Giovane reporter e fotografo presso il Daily Planet, è il miglior amico di Superman.
- Emil Hamilton (stagioni 1-3), voce originale di Victor Brandt, italiana di Michele Kalamera (st. 1-2).
È un medico presso gli STAR Labs, amico di Superman.
- Maggie Sawyer (stagioni 1-3), voce originale di Joanna Cassidy, italiana di Anna Cesareni (st. 1-2).
È capo della divisione crimini speciali della polizia di Metropolis. Il suo vice è l'ispettore Dan Turpin.
- Kara Zor-El / Supergirl (stagioni 2-3)[5], voce originale di Nicholle Tom, italiana di Laura Latini (st. 2) e Perla Liberatori (st. 3). Ultima superstite di Argon, è la testarda e spericolata cugina adottiva di Superman.
- Mercy Graves (stagioni 1-3), voce originale di Lisa Edelstein, italiana di Paola Majano (st. 1-2).
È la fedele e personale guardia del corpo e autista di Lex Luthor.
- Perry White (stagioni 1-3), voce originale di George Dzundza.
Caporedattore del Daily Planet, ha un temperamento burbero.

### Personaggi secondari
- Brainiac, voce originale di Corey Burton, italiana di Paolo Marchese (st. 1-2) e Luciano Roffi (st. 3).
- Darkseid, voce originale di Michael Ironside, italiana di Mario Bombardieri (st. 1-2) e Pierluigi Astore (st. 3).
- Granny Goodness[6], voce originale di Edward Asner, italiana di Mino Caprio (st. 2) e Cristina Grado (st. 3).
- Giocattolaio, voce originale di Bud Cort, italiana di Marco Bresciani (st. 1).
- Mister Mxyzptlk, voce originale di Gilbert Gottfried, italiana di Oreste Baldini (st. 2) e Massimo Milazzo (st. 3)
- John Corben / Metallo[7], voce originale di Malcolm McDowell, italiana di Saverio Moriones (st. 1) e Stefano De Sando (2ª voce).
- Lobo, voce originale di Brad Garrett, italiana di Saverio Moriones.
- Bruno Mannheim, voce originale di Bruce Weitz, italiana di Saverio Indrio (st. 1) e Paolo Buglioni (st. 2).
- Livewire, voce originale di Lori Petty, italiana di Maura Cenciarelli.
- Rudy Jones / Parassita
- Bizzarro, voce originale di Tim Daly, italiana di Angelo Maggi (st. 2, forma originaria) Diego Reggente (st. 2, dopo la trasformazione).
- Jax-Ur, voce originale di Ron Perlman, italiana di Diego Reggente (st. 2) e Vladimiro Conti (st.3).
- Mala, voce originale di Leslie Easterbrook (st. 2) e Sarah Douglas (st. 3).
- Acciaio, voce originale di Michael Dorn, italiana di Bruno Conti (1ª voce) e Franco Zucca (2ª voce).
- Jonathan Kent, voce originale di Mike Farrell, italiana di Oliviero Dinelli.
- Martha Kent, voce originale di Shelley Fabares.
- Lana Lang, voce originale di Joely Fisher, italiana di Laura Latini (st. 1).
- Bruce Wayne / Batman, voce originale di Kevin Conroy, italiana di Stefano Mondini.
- Tim Drake / Robin, voce originale di Mathew Valencia, italiana di Alessio De Filippis.
- Alfred Pennyworth, voce originale di Efrem Zimbalist Jr., italiana di Roberto Stocchi (st. 2).
- James Gordon, voce originale di Bob Hastings, italiana di Paolo Marchese (st. 2) e Giovanni Petrucci (st. 3).
- Harvey Bullock, voce originale di Robert Costanzo, italiana di Roberto Draghetti.
- Joker, voce originale di Mark Hamill, italiana di Rodolfo Bianchi.
- Harleen Quinzel / Harley Quinn, voce originale di Arleen Sorkin, italiana di Laura Lenghi.

## Produzione

### Concezione e sviluppo

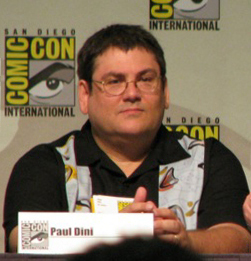
Paul Dini, co-creatore della serie insieme con Bruce Timm.

Dieci anni dopo, 1986, il riavvio dei fumetti sul personaggio di Superman, la serie animata rese omaggio sia al Superman classico sia al nuovo Superman "moderno". Ad esempio, la rappresentazione di Krypton rifletteva la vecchia versione ideata nella Silver Age dei fumetti, mentre la portata dei poteri di Superman rifletteva il concetto contemporaneo sviluppato da John Byrne in quanto il supereroe doveva lottare ed effettuare imprese spettacolari, mentre Clark Kent si dimostrava di essere più aperto e tranquillo, sicuro di sé (simile alla raffigurazione di Batman e il suo alter ego, Bruce Wayne, nella serie Batman). La serie è stata realizzata dallo stesso team che ha creato i cartoni di Batman (Alan Burnett, Paul Dini e Bruce Timm), e porta molto di quell'esperienza a livello grafico e di contenuti.
A metà della serie, venne trasmessa la serie Batman - Cavaliere della notte che in seguito divenne uno show unico intitolato Batman/Superman Adventures. I personaggi di Superman e Batman in seguito vennero uniti in una nuova serie animata, Justice League, che era caratterizzata per avere altri popolari personaggi DC Comics, tra cui Wonder Woman, Flash, Lanterna Verde, Martian Manhunter e Hawkgirl proseguendo poi con la serie Justice League Unlimited.
Anche la serie presenta adattamenti di numerosi cattivi di Superman, gli scrittori hanno integrato l'insieme di nemici rendendo omaggio alle creazioni del Quarto Mondo di Jack Kirby che ha introdotto il cattivo Darkseid nella serie come l'acerrimo nemico di Superman. Darkseid era stato interpretato come un cattivo in Super Friends: The Legendary Super Powers Show e The Super Powers Team: Galactic Guardians negli anni '80, ma in questa serie era più vicino al potente imperatore cosmico originariamente immaginato da Kirby. La performance vocale di Corey Burton nei panni di Brainiac è stata realizzata con lo stesso stile freddo e poco influente di HAL 9000 nei film di 2001: Odissea nello spazio.
La seconda stagione prevedeva inizialmente 26 episodi, ma è stata estesa a 28 episodi per contenere una storia in due parti che introduce Supergirl.

### Design
A differenza della serie Batman del 1992, questa serie presenta un design molto più stilizzato che verrà utilizzato per tutte quante le altre serie e film del DC Animated Universe. Timm realizzò una prima bozza dei personaggi principali della serie basandosi sul design di Superman anni '50 dei Fleischer Studios. Successivamente tutti questi personaggi sono stati ridisegnati con tagli e stili di abbigliamento più moderni. Nonostante ciò, la Metropolis dello show ha avuto ancora una leggera influenza dall'art déco. Prima di comparire nella serie, Superman apparve pochi anni prima nel fumetto Le avventure di Batman n. 25, scritto da Kelley Puckett e Mike Parobeck: in questa versione, l'uomo d'acciaio ha i capelli lunghi e un tratto grafico più simile a quello della serie Batman che a quello di Superman.

### Crossover
La serie ha fatto due crossover con Batman - Cavaliere della notte e Static Shock (2000-2004), entrambi parte del DC Animated Universe.
Nell'episodio Tre ragazze terribili di Cavaliere della notte, Supergirl si allea con Batgirl per sconfiggere Livewire, Poison Ivy e Harley Quinn. L'episodio Toys in the Hood della terza stagione di Static Shock, vede Static fare squadra con Superman per fermare i piani del Giocattolaio.

## Distribuzione
La serie è stata realizzata dalla Warner Bros. Television ed è andata in onda su Kids' WB dal 6 settembre 1996 al 12 febbraio 2000.
In Italia le prime due stagioni della serie, conosciuta anche come Le avventure di Superman, sono andate andata in onda su Rete 4 dal 15 settembre 1998 al 2 gennaio 1999 all'interno del contenitore Game Boat. La terza stagione è approdata, con diversi anni di ritardo e nuove voci italiane per quasi tutti i personaggi principali, dal 26 agosto all'11 settembre 2009 su Italia 1.

### Edizione italiana
Superman è l'unica serie del DC Animated Universe il cui doppiaggio italiano è stato eseguito da Mediaset a Roma anziché a Milano. Le prime due stagioni sono state doppiate presso lo studio Time Out Cin.ca sotto la direzione di Tiziana Lattuca, mentre i doppiaggi della terza presso lo Studio Emme sotto la direzione di Fabrizio Temperini con l'edizione italiana curata da Ludovica Bonanome.
La sigla italiana di Superman, utilizzata unicamente per la messa in onda originale su Rete 4 e le repliche su Boing, e successivamente sostituita con quella originale, è stata realizzata da Giorgio Vanni (che è anche il cantante) e Max Longhi, mentre il testo è di Alessandra Valeri Manera.

### Edizioni home video
Nel 1998 la Warner Home Video ha pubblicato in Italia cinque VHS, ciascuno contenente due episodi:
- Superman - Fredda vendetta (cont. L'uomo d'acciaio e Il giocattolaio)
- Superman - Programmato per distruggere (cont. Le sfere della conoscenza e La borsa valore di Metropolis)
- Superman - L'ultimo zariano (cont. L'ultimo zariano - 1a e 2ª parte)
- Superman - Passaggio di potere (cont. L'ora di mangiare e Due sono una folla)
- Superman - La scoperta di Luthor

In un modo del tutto simile a ciò che avvenne per la serie Batman e ad altri cartoni della Warner Bros. basati su fumetti della DC Comics, Superman è stato pubblicato su DVD il 25 gennaio 2005, sebbene non abbia ricevuto lo stesso trasferimento di dischi di Batman (il secondo disco di ogni volume è stato dato il trattamento Side A / B). I DVD presentano gli episodi della serie nel loro ordine di messa in onda insieme con diversi contenuti speciali. Il Volume 2 è stato pubblicato il 6 dicembre 2005 mentre il Volume 3 è stato messo in commercio il 20 giugno 2006. Il 24 novembre 2009, Warner Home Video ha distribuito Superman: The Complete Animated Series, un set in scatola di 7 dischi che include tutti i 54 episodi del serie e numerosi contenuti bonus.
Apokolips ... Now! Part II è stato successivamente alterato dalla sua messa in onda originale il 7 febbraio 1998. Originariamente il funerale di Dan Turpin alla fine dell'episodio era un vero omaggio al creatore di Late New Gods Jack Kirby e presentava molte delle sue creazioni comiche come partecipanti al funerale tra cui Nick Fury, i Fantastici Quattro, Big Barda, Scott Free, Orion e altri, al fianco di amici e fan di Kirby come Mark Evanier, Bruce Timm, Paul Dini, Alex Ross, suo padre Norman Ross e Stan Lee. Questi personaggi sono stati successivamente rimossi e la scena è stata rieditata per le successive messe in onda e per il DVD Superman: The Animated Series Volume 3 Disco 3. Gli schizzi originali per questa scena possono essere trovati nel libro di Michael Eury The Krypton Companion pubblicato da TwoMorrow's Publishing. Né DC né Warner hanno mai commentato la decisione di alterare questa particolare scena, ma è stato ipotizzato che i problemi di copyright riguardanti l'uso delle sembianze dei personaggi della Marvel Comics e la rivalità di vecchia data con la DC Comics avrebbero potuto essere motivi sufficienti a motivarne la cancellazione.

## Riconoscimenti
Annie Award
- 1997 - Miglior risultato individuale per la musica nel campo dell'animazione - Shirley Walker (nominato)

Daytime Emmy Awards
- 1997 - Eccezionale programma animato di classe speciale (nominato)
- 1998 - Eccezionale programma animato di classe speciale (vinto)
- 1998 - Eccezionale direzione e composizione musicale - Shirley Walker (nominato)
- 1998 - Eccezionale montaggio sonoro - Robert Hargreaves, John Hegedes, George Brooks, Gregory Beaumont, Kelly Ann Foley e Diane Griffen (nominato)
- 1999 - Eccezionale miscelazione del suono di classe speciale - Tom Maydeck, Robert Hargreaves, Patrick Rodman e John Hegedes (vinto)
- 1999 - Eccezionale direzione e composizione musicale - Lolita Ritmanis per l'episodio Little Girl Lost: Part 1 (nominato)
- 1999 - Eccezionale programma animato di classe speciale (nominato)
- 2000 - Eccezionale direzione e composizione musicale - Lolita Ritmanis per l'episodio A Fish Story (nominato)
- 2000 - Eccezionale direzione e composizione musicale - Michael McCuistion per l'episodio In Brightest Day… (nominato)
- 2000 - Eccezionale programma animato per bambini (nominato)
- 2000 - Eccezionale miscelazione del suono di classe speciale - Robert Hargreaves, George Brooks, Gregory Beaumont, Mark Keatts, John Hegedes, Linda Di Franco, Kelly Ann Foley e Diane Griffen (nominato)

## Opere derivate

### Film
Un film direct-to-DVD, Superman: Brainiac Attacks, è uscito nel 2006 e, sebbene non sia considerato parte della continuità del DC Animated Universe a causa di alcune incongruenze con questo universo, ha lo stesso design dei personaggi della serie e gli stessi doppiatori come Tim Daly e Dana Delany (che riprendono i ruoli rispettivamente di Superman e Lois Lane).

### Fumetti
Nel novembre 1996, poco dopo la prima messa in onda della serie animata, è stata pubblicata Le avventure di Superman (inedita in Italia e nota negli Stati Uniti come Superman Adventures). La serie a fumetti, uscita contemporaneamente a Batman: Gotham Adventures, si compone di 66 numeri ed è stata pubblicata sino all'aprile 2002. In Le avventure di Superman n. 21, di Evan Dorkin, Sarah Dyer e Brett Blevins, compare il generale Zod, sebbene non sia mai comparso in Superman o in nessun'altra serie del DCAU. Il personaggio viene introdotto come il sovrano militare da Argo, il pianeta natale di Supergirl, che ha cercato di conquistare Krypton.

### Videogiochi
Sulla base del successo della serie, nel 1999 è uscito il videogioco Superman (noto anche con il nome di Superman 64) prodotto da Titus Software e pubblicato per Nintendo 64. Tuttavia è considerato uno dei peggiori videogiochi di Superman e dei peggiori giochi di sempre. Un secondo videogioco, Superman: Shadow of Apokolips è stato pubblicato nel 2002 per le console PlayStation 2 e GameCube. È stato prodotto da una società diversa, ed è stato definito come "un gioco di supereroi rispettabile ma nella media".

## Merchandising
Nel febbraio 2017 DC Collectibles ha messo in commercio cinque action figure del pack Girl’s Night Out (basate sulle protagoniste della puntata omonima della serie Batman - Cavaliere della notte) del quale fanno parte Livewire e Supergirl. Nell'agosto dello stesso anno è uscito invece il pack Superman & Lois, contenente Superman e Lois Lane.